# 40106 Ербен
40106 Ербен (40106 Erben) — астероїд головного поясу, відкритий 20 серпня 1998 року.
Тіссеранів параметр щодо Юпітера — 3,245.